# Thomas Bordeleau
Pour les articles homonymes, voir Bordeleau.
Thomas Bordeleau (né le 3 janvier 2002 à Houston, État du Texas) est un joueur professionnel américano-canadien de hockey sur glace. Il évolue au poste de centre.

## Biographie
Thomas Bordeleau est le fils de Sébastien Bordeleau et le petit-fils de Paulin Bordeleau, joueurs de hockey sur glace. Il est né à Houston lorsque son père Sébastien portait les couleurs des Aeros de Houston. Il a ensuite grandit en Suisse puis à Terrebonne au Québec.

### Carrière en club
Bordeleau commence sa carrière junior avec le U.S. National Development Team dans l'USHL en 2018. Il est choisi au deuxième tour, en trente-huitième position par les Sharks de San José lors du repêchage d'entrée dans la LNH 2020. De 2020 à 2022, il poursuit un cursus universitaire à l'Université du Michigan. Il évolue deux saisons avec les Wolverines dans le championnat NCAA. Il passe professionnel dans la Ligue américaine de hockey avec les Barracuda de San José. Le 13 avril 2022, il enregistre trois assistances pour son premier match avec le Barracuda face aux Condors de Bakersfield. Le 17 avril 2022, il joue son premier match dans la Ligue nationale de hockey avec les Sharks de San José et compte une assistance chez le Wild du Minnesota. Le 14 octobre 2023, il marque son premier but face à l'Avalanche du Colorado.

### Carrière internationale
Il représente les États-Unis au niveau international. Il prend part aux sélections jeunes. Il est privé de participation au Championnat du monde junior 2021 après avoir testé positif à la COVID-19.

## Statistiques

### En club
| Saison     | Équipe                         | Ligue      |    | Saison régulière | Saison régulière | Saison régulière | Saison régulière | Saison régulière |   | Séries éliminatoires | Séries éliminatoires | Séries éliminatoires | Séries éliminatoires | Séries éliminatoires |
| Saison     | Équipe                         | Ligue      | PJ | B                | A                | Pts              | Pun              | PJ               | B | A                    | Pts                  | Pun                  |                      |                      |
| 2018-2019  | U.S. National Development Team | USHL       | 34 | 10               | 12               | 22               | 28               | 2                | 1 | 0                    | 1                    | 2                    |                      |                      |
| 2019-2020  | U.S. National Development Team | USHL       | 19 | 7                | 11               | 18               | 8                | -                | - | -                    | -                    | -                    |                      |                      |
| 2020-2021  | Wolverines du Michigan         | Big Ten    | 24 | 8                | 22               | 30               | 12               | -                | - | -                    | -                    | -                    |                      |                      |
| 2021-2022  | Wolverines du Michigan         | Big Ten    | 37 | 12               | 25               | 37               | 35               | -                | - | -                    | -                    | -                    |                      |                      |
| 2021-2022  | Barracuda de San José          | LAH        | 2  | 0                | 3                | 3                | 0                | -                | - | -                    | -                    | -                    |                      |                      |
| 2021-2022  | Sharks de San José             | LNH        | 8  | 0                | 5                | 5                | 0                | -                | - | -                    | -                    | -                    |                      |                      |
| 2022-2023  | Barracuda de San José          | LAH        | 65 | 22               | 19               | 41               | 24               | -                | - | -                    | -                    | -                    |                      |                      |
| 2022-2023  | Sharks de San José             | LNH        | 8  | 0                | 2                | 2                | 0                | -                | - | -                    | -                    | -                    |                      |                      |
| 2023-2024  | Sharks de San José             | LNH        | 27 | 6                | 5                | 11               | 18               | -                | - | -                    | -                    | -                    |                      |                      |
| 2023-2024  | Barracuda de San José          | LAH        | 35 | 11               | 14               | 25               | 26               | -                | - | -                    | -                    | -                    |                      |                      |
| 2024-2025  | Barracuda de San José          | LAH        | 59 | 14               | 24               | 38               | 39               | -                | - | -                    | -                    | -                    |                      |                      |
| 2024-2025  | Sharks de San José             | LNH        | 1  | 0                | 0                | 0                | 0                | -                | - | -                    | -                    | -                    |                      |                      |
| Totaux LNH | Totaux LNH                     | Totaux LNH | 44 | 6                | 12               | 18               | 18               | -                | - | -                    | -                    | -                    |                      |                      |

### En équipe nationale
| Année | Compétition          |   | PJ | B | A | Pts | Pun | +/-             |  | Résultat |
| 2022  | Championnat du monde | 8 | 2  | 0 | 2 | 2   | +1  | Quatrième place |  |          |

## Trophées et honneurs personnels

### Conférence Big Ten
- 2020-2021 : nommé recrue de la saison
- 2020-2021 : nommé dans l'équipe des recrues
- 2020-2021 : nommé dans la deuxième équipe d'étoiles

### NCAA
- 2020-2021 : remporte le Trophée Tim Taylor